# Округ Окилтри (Тексас)
Округ Окилтри (енгл. Ochiltree County) је округ у америчкој савезној држави Тексас. По попису из 2010. године број становника је 10.223.

## Демографија
Према попису становништва из 2010. у округу је живело 10.223 становника, што је 1.217 (13,5%) становника више него 2000. године.
| Група             | 2000.         | 2010.         |
| Белци             | 5.972 (66,3%) | 5.062 (49,5%) |
| Афроамериканци    | 12 (0,1%)     | 39 (0,4%)     |
| Азијати           | 35 (0,4%)     | 28 (0,3%)     |
| Хиспаноамериканци | 2.863 (31,8%) | 4.982 (48,7%) |
| Укупно            | 9.006         | 10.223        |